# Espace scénique
Pour les articles homonymes, voir Scénique.
L‘espace scénique est la zone de jeu réservée aux différents interprètes, acteurs, chanteurs, danseurs ou musiciens pour la représentation d'un spectacle. Il représente la scène visible depuis le public, mais peut éventuellement comporter des zones non visibles depuis le public et situées dans les dégagements si celles-ci entrent de façon directe dans le cadre du jeu des interprètes. (ex. : un placard où se cache l'amant d'un vaudeville et dont seule la porte se trouve sur scène et visible du public).
Cet espace de jeu peut se modéliser par différents procédés et s'accorder sur des bases mises en place par des grands noms du théâtre comme Bertolt Brecht, avec la mise en scène brechtienne. Ce style de mise en scène, particulier et facilement reconnaissable pour un œil aguerri, est très différent de la mise en scène classique puisqu'il vise à "briser l'illusion théâtrale".

## Le vocabulaire de l'espace scénique
- Côté jardin : à gauche en regardant la scène.
- Côté cour : à droite en regardant la scène.
- Lointain : le fond de la scène.
- Théâtre :  le centre de la scène

- Face : l'avant de la scène.
- Monter : se diriger vers le lointain (la scène traditionnelle présentait une pente d’environ 4 %).
- Descendre : se diriger vers la face.
- Charger : faire descendre quelque chose depuis les cintres.
- Appuyer : faire monter quelque chose vers les cintres. Pour rectifier la position d’une  porteuse qui descendrait en biais, on demandera par exemple : « Appuie à cour ! »
- Visser : tourner (quelque chose ou soi-même) dans le sens des aiguilles d’une montre.
- Dévisser : tourner dans le sens inverse des aiguilles d’une montre.

## Le théâtre grec et romain
Skeue = a pour but de frapper l'imagination du spectateur, et à lui donner le sentiment de la réalité des choses. Comprend les déguisements, le maquillage, le masque, mais aussi le décor dont paysage, figurants et machines.
Théâtre grec = espace entre acteur et spectateur surélevé, se devant de réfléchir à ce qui lui était représenté. lieu à l'occasion des lénéennes et des grandes dionysies :bite
La scène σκήνη / skḗnē   lieu couvert , l'aire de jeux, les coulisses.
L’espace scénique est l’espace où les acteurs se tiennent devant un public et lui font face. La première mise en en espace scénique est celle du théâtre antique, à ciel ouvert. Espace demi-circulaire ou tri-frontale. Exemple : le théâtre d’Epidaure, en Grèce, est le plus grand et le mieux conservé.
frontale : les acteurs jouent face au public.
- bi-frontale : le public encadre	les acteurs séparés en deux côtés.
- tri-frontale : le public est	disposé en forme de U.
- circulaire ou quadri-frontale : le public encercle les	acteurs.

L'orchestra est au centre de l’autel rond de Dionysos ;une estrade pour les acteurs, le proskenion ; quelques marches entre les acteurs et les chœurs. Les gradins sont pour les téléspectateurs.
Au Ve siècle, Les théâtres grecs sont construits en pierre, exemple : Épidaure (le mieux conservé)Dans le monde romain, les premiers théâtres sont constitués en tréteaux de bois en estrade (pulpitum) : ils sont ensuite démolis . Ne possédant pas de gradins, le théâtre romain utilisait une cavea dès le 55 av JC (gradin semi circulaire). Ensuite se trouve en face la scaena (longue estrade) devant le velarium qui permet de protéger du soleil avec ses grandes colonnes de statues.

## L'espace scénique médiéval
Le théâtre médiéval se caractérise par un rapprochement entre les acteurs et le public. Théâtre qui va évoluer en deux projets bien distincts reflétés dans l’espace de représentation. L’espace scénique devient avant tout un lieu d’enseignement, comme en témoigne la multiplication des drames liturgiques, des miracles et des mystères se superposant à la farce, au fabliau, à la sottie et au carnaval.
L’espace scénique est associé à une représentation de la vie religieuse dans un but d’édification rigoureux. Une première naissance du théâtre dans son intégralité émerge avec des décors somptueux, des costumes symboliques et des effets scéniques spectaculaires se tenant aux ressources religieuses pour représenter le monde. L’espace scénique s’articule ainsi autour d’un élément central la « mansion » représentant un lieu précis et la     « platée » où les acteurs déambulent. Le théâtre va ainsi prendre son essor au cœur de l’église en pleine nef pour illustrer les serments bibliques. Néanmoins, cette rigidité du théâtre va laisser place au mouvement. En effet, après plusieurs scandales, la représentation va se déplacer du parvis de l’église aux places des villes témoignant d’une emprise de plus en plus populaire et moins sérieuse du genre dramatique.
En dehors de l’église, l’ordre rigoureux et chronologique de chaque décor va laisser place à une implantation de la vie réelle. Les aménagements religieux épurés vont être remplacés par des structures plus travaillées coïncidant avec le lieu de représentation. L’espace scénique n’est plus artificiel mais s’adapte à son cadre. L’organisation de l’espace va se complexifier avec un travail sur toutes les possibilités qu’il peut offrir par un jeu sur les différents plans notamment avec le décor simultané. Les décors de l’estrade vont se multiplier reflétant plusieurs moments de l’action. La linéarité figée qui dominait dans l’église va devenir un espace d’interaction entre les acteurs et le public se déplaçant ensemble entre chaque « mansion » au fur et à mesure de l’action. Un effet de mouvement et de vivant accentué qui va approfondir toutes les richesses de l’espace scénique dans le but de divertir. Le lieu théâtral prend une toute nouvelle ampleur offrant un espace de rassemblement majeur pour la population mais surtout avec la reconsidération des éléments dramatiques. Les décors et les accessoires sont contemporains et plus proches du public. Une proximité visible dans la redéfinition de la structure scénique avec l'aspect frontal des tréteaux éphémères mais aussi circulaire présageant le théâtre élisabéthain.

## L'espace scénique contemporain[1]

### Scénographie et mise en scène du théâtre contemporain
Le théâtre contemporain se développent au début des années 1990. Les choix scéniques deviennent alors primordiaux et le metteur en scène n’est plus considéré comme un faire valoir du texte et on lui reconnaît une part de liberté. Il a un travail à part entière et doit donner sa propre vision de la pièce, apporter sa créativité. Pour cela, le metteur en scène va utiliser de nombreuses techniques.

### Le spectacle sort de la salle
Le théâtre n'est plus enfermé dans les carcans antiques. Aujourd’hui, il peut être joué n’importe où : à l’extérieur sur une place publique, dans un café, dans les rues d’une ville… Les metteurs en scène travaillent sur la mobilité dans l'espace urbain, la confrontation à la ville, la condition humaine. Les représentations à l’extérieur apportent beaucoup de mobilité, de dynamisme de mouvement et de fraîcheur aux lieux-dits plus « classiques » comme une salle de théâtre.

### La scénographie
La scénographie devient très variée, des scènes circulaires, bifrontales, quadrifrontales sont désormais utilisées. Elles instaurent un rapport particulier entre la scène et la salle, cela permet de voir un spectacle avec un point de vue différent de d'habitude.
- La scénographie bifrontale : Le public est installé de chaque côté de la scène comme un podium lors d’un défilé. Elle intéresse de plus en plus de metteurs en scène car elle offre une proximité avec le public, pas seulement recherchée dans les créations contemporaines, mais aussi dans des reprises de classiques.

- La scénographie quadrifrontale: une forme quadri frontale pour que le public soit assis comme autour d’un ring. Durant cette représentation, la scénographie immerge le spectateur et l’entraîne tout près des comédiens. Le dispositif est complété de quatre écrans, recourant donc à des projections vidéo. Le spectateur est en position d’observateur, ne voit ou n’entend peut-être pas tout, mais éprouve toutes les sensations.

- La scénographie circulaire : Une scène en demi-cercle ou circulaire comme au cirque (proche de la scène élisabéthaine)

### Dispositifs scéniques
Une évolution nette se voit également au niveau des décors. La notion est d’ailleurs obsolète, il s’agit plus de dispositifs scéniques, autrement dit d’éléments déposés sur la scène.
Le théâtre détourne les objets, tout peut être abstrait: une chaussure peut représenter un téléphone par exemple. Ceci montre à quel point cette nouvelle forme de théâtre n’accorde pas d’importance au concret, et qu’il ne cherche plus à créer l’illusion.

## Le théâtre humaniste, apport de la Renaissance (salles italiennes et françaises)
La Renaissance était l’âge d’or de la comédie italienne, grâce à la récupération et la traduction de nombreux textes classiques grecs et latins dans diverses langues vulgaires par les humanistes. Les genres les plus importants de cette époque et à retenir étaient la comédie, la tragédie, le drame pastoral et le mélodrame qui aura une assez forte influence sur le théâtre européen.
En Italie la personne qui a le plus marqué la comédie est Niccolò Machiavelli, dramaturge le plus représentatif du théâtre de la Renaissance. À cette époque on écrivait des comédies inspirées par des références satiriques et non plus liées à la tradition classique.
À la Renaissance on verra beaucoup l'idée de la vraisemblance. Ce n'est pas d’une imitation du réel, mais plutôt le refus de l’improbable et de l’irrationnel, l’accent étant mis sur un idéal éthique et esthétique rigoureux.
Il va y avoir une règle importante divisée en trois unités: temps, lieu et action. En suivant la pensée d’Aristote, les théoriciens vont reformuler ses règles : il doit y avoir une seule intrigue, elle doit se dérouler dans un laps de temps de vingt-quatre heures et dans un lieu unique. La raison qui a valu la création de cette règle est que le public se trouvant dans un endroit précis ne peut croire à l’action d’une pièce s’étendant sur plusieurs jours et à différents endroits car cela ne suivrait pas la logique de temps d'une vraie histoire. La qualité d’une œuvre est davantage estimée en fonction du respect de ces règles qu'en fonction des réactions du public. Formulées en Italie, celles-ci sont également appliquées à la lettre en France.

### Scènes italiennes
Tout ce que l'on va voir apparaître pour les scènes italiennes vont laisser une très grosse empreinte sur le théâtre moderne. Pour commencer et comme le rappelle la biographie de Bastiano da Sangallo, il n'y avait pas de scène fixe mais c'était plutôt un théâtre mobile, installé dans des espaces préexistants comme certaines salles ou cours de palais à la forme rectangulaire. C’est alors en 1584, que l'on va retrouver l’une des premières scènes fixes, le "Teatro Olimpico de Vicence", œuvre d''Andrea Palladio.
Le théâtre Farnèse (Parme) va être le premier à prendre la configuration des théâtres actuels (scène, coulisses et arrière-scène). La découverte de la perspective permet de créer l’illusion du lieu réel, là où la représentation médiévale était restée symbolique.
La règle des trois unités n'exige qu’un seul décor. Mais on va quand même voir se développer, entre chacun des cinq actes de la pièce, la présentation des scènes allégoriques appelées "intermèdes" (intermezzo) qui vont devenir des véritables spectacles beaucoup plus sérieux et qui va entraîner les premiers changements de décor (malgré la règle des trois unités). Afin de cacher toutes les machines, on va mettre un cadre architectural entourant toute la scène (le manteau), qui va permettre à la fois de distinguer l’espace des spectateurs (pour l’illusion scénique) et qui va offrir à celle-ci un encadrement.

### En France
Au milieu du XVIe siècle, la Renaissance va opérer une tentative de résurrection de l’art dramatique inspiré du modèle antique mais cela ne va pas avoir un grand succès: on va écrire et on représenter peu de pièces.
Étienne Jodelle est considéré comme le créateur du "théâtre humaniste". C'est le premier à écrire des tragédies en vers français (Cléopâtre captive, 1553) et le premier à réutiliser les règles antiques, notamment celle des trois unités. Le genre de la comédie, lui, va connaître un franc succès mais on va garder en mémoire peu d’œuvres de ce siècle au style le plus souvent pesant.

#### La scène française classique
Au XVIe siècle, le théâtre n'est pas vraiment régulier et il n'y a pas de troupe fixe. C'est alors un siècle après que vont apparaître des troupes et des théâtres permanents tels que l’Hôtel de Bourgogne (avec la troupe royale), le théâtre du Marais et le théâtre du Palais-Royal. C'est à ce moment-là que la spécialisation dans le "théâtre à machines" (utilisation de machineries pour réaliser des effets spéciaux) va se développer.
C'est la mort de Molière, quelques années plus tard (en 1673 plus précisément), qui va réunir sa compagnie (par ordre de Louis XIV) avec plusieurs autres troupes (dont celles de l’Hôtel de Bourgogne et du théâtre du Marais). L'ensemble va former la "Comédie Française" qui est aujourd’hui le plus ancien théâtre national du monde.
À cette époque, quand on était comédien, on pouvait bénéficier des faveurs de la société royale mais aussi également celles des Églises. De-là à que ces dernières aident certaines compagnies.
La scène théâtrale va elle aussi évoluer: les salles seront rectangulaires et les spectateurs nobles iront prendre place sur la scène.